# Plavnik
Plavnik – wyspa na Morzu Adriatyckim, w Chorwacji w żupanii primorsko-gorskiej. Jest wyspą bezludną.

## Opis

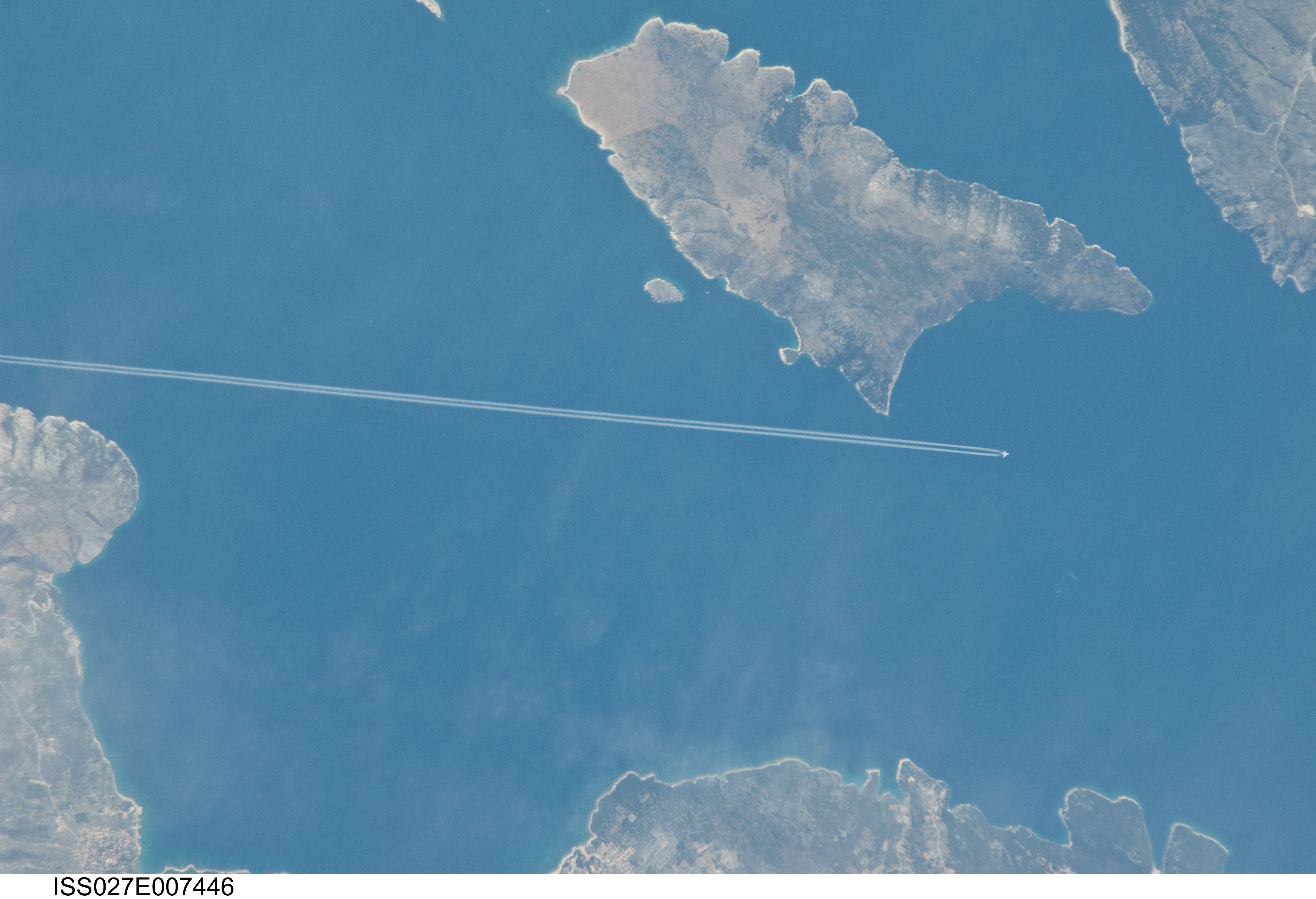
Zdjęcie satelitarne wyspy

Jest położona na granicy cieśniny Srednja vrata i zatoki Kvarnerić, w sąsiedztwie wysp Cres i Krk. Od tej pierwszej oddzielona jest kanałem morskim Krušija. Inne sąsiednie wyspy to Mali Plavnik i wysepki Kormati. Plavnik zajmuje powierzchnię 8,6 km²; jego wymiary to 6,3 × 2,3 km. Wysokość maksymalna to 194 m n.p.m. Długość linii brzegowej wynosi 18,5 km. Wyspa częściowo porośnięta jest makią. Na przylądku Veli pin funkcjonuje latarnia morska.